# Chief Keef
Keith Farrelle Cozart (1995. augusztus 15-én született), ismertebb előadói nevén Chief Keef, amerikai rapper, énekes, dalszerző és lemezproducer. A chicagói South Side-on született és nevelkedett, tizenévesként kezdte meg zenei karrierjét, és az első figyelmet és elismerést a 2010-es évek elején kiadott mixtape-jei révén szerezte. Első helyi slágere, az "I Don't Like" (melyen Lil Reese is közreműködött) 2012 márciusában jelent meg, és hamarosan bekerült a Billboard Hot 100 listára, amihez Kanye West,a neves helyi sztár egy remixet is készített.
A nagy kiadók közötti versengés eredményeként Cozart az Interscope Records-hoz szerződött. A következő kislemeze, a "Love Sosa" hasonló sikereket ért el, és debütáló stúdióalbuma, a Finally Rich 2012 decemberében mérsékelt sikert aratott. Ezt követő felvételei és további munkái népszerűsítették a hip-hop drill alműfaját a mainstream közönség számára, és Cozartot gyakran emlegetik a műfaj úttörőjeként. Rap művészeti hatása miatt "modern rap néphősként" is emlegetik.
Cozart pályafutása során számos jogi problémával szembesült, beleértve fegyverbirtoklási vádakat, házi őrizetre ítéléseket és a chicagói hatóságok által kiszabott fellépési tilalmat. Annak ellenére, hogy 2014 végén elvált az Interscope-tól, továbbra is saját Glo Gang kiadóján keresztül adott ki projekteket, például a Nobody (2014), Back from the Dead 2 (2014) és Bang 3 (2015) című albumokat. 2020-ban és 2023-ban pedig elérte legnagyobb listás sikereit Lil Uzi Vert "Bean (Kobe)" és Drake "All the Parties" című dalaiban való vendégszerepléseivel.

## Pályafutása

### A kezdetek (1995–2010)
Chief Keef Keith Farrelle Cozart néven született 1995. augusztus 15-én Chicagóban, Illinois államban, Lolita Carter gyermekeként, aki akkor 15 éves volt és nem volt férjnél. Elhunyt nagybátyja, Keith Carter után nevezték el, aki "Big Keef" néven volt ismert. A város déli oldalán található Washington Park negyedben, a Parkway Garden Homes-ban élt, amely a Black Disciples utcai banda fellegvára, melynek Chief Keef is tagja.
Chief Keef egyéves kora óta el van idegenedve biológiai apjától, Alfonso Cozart-tól. Törvényes gyámja a nagymamája volt, akivel Chicagóban élt. Ötéves korában kezdett rappelni, anyja karaoke gépét és kazettáit használva zenéje rögzítéséhez. Gyermekkora során Chief Keef a Dulles Általános Iskolába és a Dyett Középiskolába járt. A Dyett Középiskolát a kilencedik évfolyamban hagyta ott.

### Finally Rich és következő mixtape-ek (2011–2013)
Chief Keef 2008-ban kezdett rappelni, és 2009-ben kiadta debütáló mixtape-jét, az UF Overloadot. 2011-ben hívta fel magára először a chicagói South Side közösség figyelmét The Glory Road és Bang című mixtape-jeivel. Decemberben letartóztatták, mert fegyvert sütött el az autójából Chicago Washington Park negyedében; 30 napos házi őrizetre ítélték a nagymamájánál, majd további 30 napos házi fogságra. A házi őrizet ideje alatt több videót is feltöltött YouTube csatornájára, amelyek előfutárai voltak a chicagói hip-hop drill alműfajának.
Chief Keef nagybátyján keresztül találkozott a japán bevándorló producerrel, DJ Kennel. DJ Kenn sok korai dalán dolgozott együtt Chief Keef-fel, és részt vett a 'Glory Boys Entertainment'(GBE) kollektívában is.
Keef "I Don't Like" című dala nagy sikert aratott Chicagóban. Egy helyi parti szervező a dalt "a tökéletes chicagói dalnak" nevezte, mert "itt mindenki mindent utál". A dal felkeltette Kanye West figyelmét, aki remixelte a dalt Pusha T, Jadakiss és Big Sean rapperekkel együtt. Ennek eredményeként Keef hirtelen kilépett az ismeretlenségből.
2012 nyarán Chief Keef körül verseny alakult ki a lemezkiadók között, akik szerződtetni szerették volna, köztük Young Jeezy CTE World-ja is. Míg 2012 viszonylag csendes év volt zenei produkciói tekintetében, Chief Keef az év elején szerződött az Interscope Records-hoz. Egy külön megállapodás keretében megígérték neki saját lemezkiadóját, a Glory Boyz Entertainment-et (GBE). A szerződés értéke 6 000 000 dollár volt három albumra, további 440 000 dolláros előleggel a GBE létrehozásához.
Az Interscope-nak joga volt visszalépni a szerződéstől, ha Chief Keef debütáló albuma, a Finally Rich, amely 2012. december 18-án jelent meg, nem érte el a 250 000 eladott példányt 2013 decemberéig. Az album vendégelőadói között szerepeltek: 50 Cent, Wiz Khalifa, Young Jeezy, Rick Ross és a Glory Boyz tagja, Lil Reese. 2013 májusában szerződést kötött a 1017 Brick Squad Records-szal.
Chief Keef közreműködött Kanye West Yeezus albumának ötödik dalán, a "Hold My Liquor"-on, amely 2013. június 18-án jelent meg. Keef hozzájárulását a dalhoz Lou Reed zenész dicsérte, mondván: "'Hold My Liquor' egyszerűen szívszorító, különösen onnan nézve, ahonnan jön – hallgassák meg azt a hihetetlenül megható refrént egy kemény fickótól, mint Chief Keef, wow."
18 születésnapján, 2013. augusztus 15-én Chief Keef a Bang, Pt. 2 mixtape megjelenésével ünnepelt. Ez volt az első projekt a debütáló albuma után, de vegyes vagy negatív kritikákat kapott. 2013. október 12-én egy újabb mixtape, az Almighty Sosa jelent meg. A Bang, Pt. 2-höz hasonlóan az Almighty Sosa is vegyes vagy negatív kritikákat kapott. Az októberi börtönbüntetése után (lásd a Jogi problémák című résznél) elkezdett dolgozni második stúdióalbumán és egy életrajzi filmen.

### Nobody és Bang 3 (2014–2016)
Chief Keef 2014-ben kezdett el kísérletezni saját zenéinek produceri munkálataival. Meaghan Garvey, a The Fader újságírója megjegyezte, hogy ez illik hozzá, mivel a rapper "mindig inkább a hangulatra koncentrált, mint a jelentésre, és a produkció a leghatékonyabb eszköze egy hangulat megteremtéséhez anélkül, hogy a szintaxis zavarba hozná." Januárban Chief Keef bejelentette, hogy egy új mixtape-en dolgozik, melynek címe Bang 3 lesz. Februárban bemutatta a Back From The Dead 2 című közelgő mixtape borítóját, amely a kritikailag elismert Back From The Dead folytatása. Február során Chief Keef azt is elmondta, hogy korábbi lean függősége és a rossz keverés hozzájárult ahhoz, hogy két mixtape projektje, a Bang Pt. 2 és az Almighty So, gyenge minőségűek lettek, és csalódott volt mindkét projekt miatt.
2014 februárjának végén bejelentette, hogy a második stúdióalbuma, a Bang 3 előtt kiad egy EP-t, melynek címe Bang 4, előzetesként. Másnap Fredo Santana bejelentette, hogy ő és Chief Keef közösen albumot fognak kiadni. Márciusban Keef kiadta a Bang 3 első hivatalos kislemezét, a "Fuck Rehab" című dalt, amelyen unokatestvére és a Glo Gang művésze, Mario "Blood Money" Hess is közreműködik. Ez volt Hess utolsó felvétele, mielőtt 2014. április 9-én meggyilkolták. Március 14-én Chief Keef kiadta a "Fuck Rehab" hivatalos videoklipjét. Bár az Interscope vezetője, Larry Jackson bejelentette, hogy a Bang 3 június 10-én fog megjelenni, az újra késlekedett.
2014 októberében Chief Keef-et elbocsátották az Interscope Records-tól. Twitteren megerősítette, hogy minden tervezett projektje, beleértve a régóta várt Bang 3-at, még mindig meg fog jelenni. Young Chop kritizálta az Interscope döntését, hogy elbocsátották Chief Keef-et. Annak ellenére, hogy a Bang 3 2014 decemberére volt tervezve, nem jelent meg. Chief Keef mixtape-jei, a Mansion Musick, amelyet november 28-ra terveztek, és a Thot Breakers, amelyet 2015. február 14-re terveztek, szintén nem jelentek meg. Azonban sikeresen kiadta a Big Gucci Sosa című 12 számos kollaboratív mixtape-et Gucci Mane-nel, valamint a Back from the Dead 2-t, amely digitálisan letölthető volt az iTunes-on.
Chief Keef 20 dalból 16-ot saját maga készített a mixtape-en. David Drake, a Pitchfork Media újságírója azt mondta: "Első lépései a rapper-producer területén ígéretesek – bár nehéz elképzelni, hogy ezek a beatek a Chief Keef album kontextusán kívül működnének, mivel ezek arra vannak optimalizálva, hogy az ő vokálját keretezzék." A Rolling Stone a 2014-es év 40 legjobb rapalbuma listáján a 25. helyre sorolta a mixtape-et, megjegyezve: "A sötét világ, ahonnan jött, még mindig formálja hangzását; ez egy sötét és magányos lemez, kevés vendéggel és egy sötéten pszichedelikus formával, amelyet a drogok és valószínűleg a PTSD alakított ki. Mégis megtalálja az örömteli emberséget a világ rothadt magjában, durván erőteljes, gazdaságos rappeléssel, amely erős mérföldeket ér el szóonként."
Novemberben bejelentette a Nobody című "Glo Producer albumot", amelyen Kanye West és Tadoe vendégszerepel. Az albumot december 2-ára tervezték, de végül december 16-án jelent meg. Az album címadó dalát Keef egyik érzelmileg leginkább megindítóbb számának tartották. Chris Coplan, a Consequence of Sound írója azt írta: "maga a dal egy éjszakai italozás csúcspontjának tűnik." Az album 7,0/10 pontot kapott a Pitchfork Media Meaghan Garvey-jétől.
Február 18-án Chief Keef kiadta a Sorry 4 the Weight című, 20 számos mixtape-et. Elliott Pearson, a The Alibi írója megjegyezte: "A Sorry 4 the Weight egy újabb következetes fejezet a rapper egyedi középnyugati gótikus repertoárjában, és ha a 'What Up' bármilyen jelzés, komoly előrelépést tett a beat-makerként is." A mixtape nagyrészt egy szóló projekt volt, csak Andy Milonakis és a Glo Gang kiadótársa, Benji Glo közreműködött benne. 2015-ben "Faneto" című dala lassan lendületet kapott a 2014. októberi megjelenése óta. 2015. április 24-én Chief Keef bejelentette következő albumát, amelynek címe The Cozart, mondván, hogy hamarosan megjelenik. 2015-ben szerződést kötött a FilmOn Music nevű lemezkiadóval, amelyet Alki David görög milliárdos birtokol. Keef később fiát Sno FilmOn Dot Com Cozart névre nevezte, hogy népszerűsítse a Bang 3-at, de a kiadó visszavonta a fiára vonatkozó névhasználati jogokat.
Július 11-én Marvin Carr, ismertebb nevén Capo, a Chief Keef Glo Gang kiadójának régi tagja, egy autós lövöldözés során meghalt Chicagóban. Capo meggyilkolása után az autó sofőrje elgázolt egy babakocsit, amelyben egy 13 hónapos Dillan Harris ült, aki azonnal meghalt. Chief Keef a Twitteren bejelentette, hogy ingyenes jótékonysági koncertet fog tartani Capo tiszteletére, és arra ösztönözte a koncertlátogatókat, hogy adakozzanak Harris családjának. Bejelentette a Stop the Violence Now Foundation megalakulását is, amely a chicagói bűnözés csökkentésére irányuló kezdeményezés.
A koncertet, amelyet a HologramUSA és a FilmOn Music szervezett, Chicagóban, a Redmoon Theater-ben tervezték megtartani. Késedelmek sorozata után Rahm Emanuel chicagói polgármester irodája kijelentette, hogy Chief Keef "elfogadhatatlan példakép" és zenéje erőszakot népszerűsít. Chief Keef képviselői ezután megállapodást kötöttek a Craze Fest promótereivel Hammondban, Indianában, hogy ott tartsák a koncertet. A helyi rendőrség újra megakadályozta Chief Keef fellépését. Chief Keef hologramja békére szólított fel Chicagóban, mondván: "Állítsátok meg az erőszakot, állítsátok meg az értelmetlenséget, állítsátok meg a gyilkolást. Hagyjátok felnőni a gyerekeket", mielőtt előadta volna az "I Don't Like" című dalt. Attól tartva, hogy a koncert közbiztonsági fenyegetést jelent, Hammond polgármestere, Thomas McDermott Jr. utasította a város rendőrségét, hogy kapcsolják le az áramfejlesztőket, amelyek Chief Keef hologramját működtették. McDermott azt nyilatkozta: "Semmit sem tudok Chief Keef-ről. Csak annyit hallottam, hogy sok dala van bandákról és emberek lövöldözéséről – egy történet, amely anti-rendőr, pro-bandás és pro-drog használat. Chicagóban gyakorlatilag törvényen kívül hely

### Dedication, Glotoven és az Almighty So 2 (2016–napjainkig)
2016 márciusában Chief Keef Twitteren jelentette be, hogy visszavonul a rappeléstől. A bejelentés idején a zenei termelése lassult le. Az év későbbi szakaszában azonban szerepelt MGK dalában, a "Young Man"-ben. 2017 januárjában kiadott egy 17 számos mixtape-et Two Zero One Seven címmel. Chief Keef ezzel csatlakozott azon rapperek hosszú sorához, mint Jay-Z, Lupe Fiasco, Nicki Minaj és mások, akik bejelentették visszavonulásukat, de később visszatértek a zene készítéséhez.
Chief Keef négy mixtape-et adott ki, mielőtt megjelentette harmadik albumát, a Dedication-t, 2017. december 1-jén. A Guardian szerint a Dedication volt az eddigi "legkielégítőbb albuma".
2018-ban Chief Keef több mixtape-et is kiadott, mint például a Mansion Musick és a Back from the Dead 3, valamint több mixtape-et a The Leek sorozatból. Továbbá, közreműködött más zenészekkel, mint Playboi Carti, Soulja Boy és G Herbo.
2019 elején Chief Keef és Zaytoven közösen dolgoztak a stúdióban. Később Chief Keef megerősítette, hogy egy közös mixtape-en dolgoznak, amely a Glotoven címet kapta. Ez 2019. március 15-én jelent meg, és a "Spy Kid" című kislemez támogatta. 2019. április 20-án Chief Keef bejelentette, hogy egy másik mixtape-et tervez, melynek címe Almighty So 2. Ezt követően kiadott egy dalt Youngboy Never Broke Again-nel, amelynek címe "Fireman". A mixtape-en szerepelni fog Lil Uzi Vert, Soulja Boy és Lil Reese is, többek között. Chief Keef egy másik kislemezt is kiadott "Boost" címmel.
2020 márciusában Chief Keef megszerezte első jelentős produceri kreditjét Lil Uzi Vert második stúdióalbumán, az Eternal Atake-en, a "Chrome Heart Tags" című dallal. Később Chief Keef szerepelt Uzi albumán, a Lil Uzi Vert vs. the World 2 című albumon, vokáljával a "Bean (Kobe)" című dalban, amely a Billboard Hot 100 listán a 19. helyig jutott, és ezzel az ő legmagasabbra jutott dala lett a listán.

## Magánélet
16 évesen Chief Keef-nek megszületett az első gyermeke, egy lánya. 2013 novemberében DNS-dokumentumok felfedték, hogy egy két évtizeddel idősebb nőnek is van egy tízhónapos lánya tőle. Chief Keef-et ezután arra kötelezték, hogy kezdje meg a gyermektartás fizetését a nő anyjának. 2014 szeptemberében Chief Keef bejelentette harmadik gyermeke, egy fiú születését.
2015 májusában egy másik nő perelte be, aki azt állította, hogy Chief Keef az ő gyermekének is az apja. Mivel nem válaszolt a jogi dokumentumokra, amelyeket kézhez kapott, a bíróság megjelenésére kötelezték. Miután ezt elmulasztotta, letartóztatási parancsot adtak ki ellene. Ennek ellenére a LA Weekly arról számolt be, hogy legalábbis az Instagramon Chief Keef „komolyan veszi az apaságot”.
2015 augusztusában vitát váltott ki, amikor újszülött fiát Sno „FilmOn Dot Com” névre keresztelte, amely a lemezkiadója, a FilmOn Music nevét viselte, hogy népszerűsítse Bang 3 című albumát. Az apasági vita miatt a FilmOn Music visszavonta a nevet, amíg az ügy tisztázódik.
Két unokatestvére, Fredo Santana és Tadoe, szerződtek a Glory Boyz Entertainment nevű kiadójához. Mostohatestvérét 2013. január 2-án lelőtték. Egy másik unokatestvére, Mario Hess, aki Big Glo néven volt ismert, és Blood Money néven lépett fel, 2014. április 9-én lelőtték Chicago Englewood negyedében. Hess két héttel a meggyilkolása előtt szerződött az Interscope Records-hoz. A Billboardnak adott interjúban Chief Keef elmondta, hogy Big Glo halála hogyan befolyásolta az életét, mondván: „Amikor ez történt, az volt a legnagyobb lecke. Azt mondta nekem, hogy 'Fel kell nőnöd.'”
Miután 2014 júniusában kilakoltatták a Highland Park-i otthonából, Los Angelesbe költözött. A Noisey újságírójának, Rebecca Haithcoatnak adott interjújában Chief Keef elmondta, hogy Los Angelesben a kedvenc része „a csend”. Miután Los Angelesbe költözött, elkezdett foglalkozni új hobbijával, a művészetgyűjtéssel, miután a rehabilitáció során felfedezte Bill da Butcher művésztanár festményeit. Miután megismerkedtek, da Butcher személyesen Chief Keef számára készült festményeken kezdett dolgozni. Úgy érezte, hogy a Los Angelesbe költözés jót tett neki; a Billboardnak adott interjúban elmondta: „Eltávolodtam minden szükségtelen bajtól. Jobb itt [L.A.-ben], mint Chicagóban, mert ott sok bajba keveredtem. Szeretek itt élni. Úgy érzem, hogy javított rajtam. Megváltoztatott, és arra ösztönzött, hogy nagyobb célokat tűzzek ki.”

### Jogi problémák
Chief Keef jogi problémái már korán megkezdődtek. 2011. január 27-én heroint előállítása és terjesztése miatt tartóztatták le. Fiatalkorúként „delinquent”-nek minősítették, nem pedig bűnösnek, és házi őrizetre ítélték. 2011 decemberében, miközben nagymamájának házát hagyta el, egy kabátot tartott a kezében az öve előtt. Egy rendőr megállította és kikérdezte a rappert, aki ekkor elejtette a kabátot, felvillantotta a pisztolyát és elmenekült.
A rendőrök üldözőbe vették a 16 éves Chief Keefet, aki többször is visszafordult és rájuk szegezte a fegyvert. A rendőrök tüzet nyitottak, de nem találták el. Végül elfogták és megtalálták a töltött pisztolyt. Chief Keefet három rendbeli fegyveres támadásért és illegális fegyverhasználatért vádolták meg. Ezen kívül ellenállásért is kapott egy szabálysértési vádat. Négy hetet töltött a Cook megyei fiatalkorúak fogdájában, mielőtt a bíró házi őrizetre ítélte nagymamájának házában.
szeptember 5-én a chicagói rendőrség bejelentette, hogy Chief Keefet egy másik rapper, Joseph Coleman (művésznevén Lil JoJo) lelövésének ügyében vizsgálják. Chief Keef a Twitteren gúnyolódott Coleman halálán, amit később azzal magyarázott, hogy a fiókját feltörték. Coleman édesanyja nyilvánosan azt állította, hogy Chief Keef fizetett a fia meggyilkolásáért.
A Cook megyei ügyészek 2012. október 17-én kértek egy bírót, hogy rendelje el Chief Keefet a fiatalkorúak fogdájába a feltételes szabadlábra helyezési szabályok megsértése miatt, miután egy lőtéren adott interjú során fegyverrel tűzolt. A tárgyalást 2013. január 15-re tűzték ki.
december 31-én újabb idézést kapott egy külön és független feltételes szabadlábra helyezési szabály megsértése miatt. Az ügyészek azt állították, hogy nem értesítette a fiatalkorúak feltételes szabadlábra helyezési felügyelőjét a címváltozásról. A tárgyalást 2013. január 2-re tűzték ki, de Chief Keefet szabadlábon hagyták, mondván, hogy nem mutattak be hiteles bizonyítékokat a bebörtönzés indokolására.
január 15-én Chief Keefet letartóztatták, miután egy fiatalkorú bírósági bíró úgy ítélte meg, hogy a lőtéren adott interjú megszegte a feltételes szabadlábra helyezési szabályokat. Két nappal később két hónapra fiatalkorúak fogdájába ítélték, és állami felügyelet alá helyezték. 2013. március 14-én szabadult.
január 17-én Chief Keefet a washingtoni Team Major promóciós cég beperelte 75 000 dollárra egy elmaradt koncert miatt. Chief Keefet állítólag 2012. december 29-én kellett volna fellépnie a londoni The O2 Arenában, de nem jelent meg, és sem ő, sem a lemezkiadója nem adott magyarázatot. A per figyelmen kívül hagyása miatt a bíróság 230 019 dolláros kártérítést ítélt meg a Team Majornak.
május 20-án Chief Keefet egy előkelő hotelben tartóztatták le a georgiai DeKalb megyében, nyilvános marihuána fogyasztásért és rendzavarásért. Ugyanazon a napon szabadon engedték. Nyolc nappal később Chief Keefet Chicagóban 110 mérföld/órás sebesség túllépésért tartóztatták le egy 55 mérföld/órás zónában, és szabálytalan utaslétszámért. Később óvadék ellenében szabadlábra helyezték. 2013. június 17-én visszatért a bíróság elé, és bűnösnek vallotta magát a gyorshajtásban. 531 dolláros bírságot, 18 hónap próbaidőt, 60 óra közösségi szolgálatot és véletlenszerű drogteszteket kapott.
október 15-én Chief Keef visszament a börtönbe egy 20 napos próbaidős szabálysértés miatt, miután marihuánára pozitívan tesztelt. Október 24-én jó magaviselet miatt korábban szabadult, de november 6-án újabb próbaidős szabálysértés miatt újra börtönbe került.
március 5-én Chief Keefet letartóztatták Highland Parkban, Illinoisban, marihuána hatása alatt történő vezetés, felfüggesztett jogosítványos vezetés és biztosítás hiánya miatt. 2014. február 4-én a Kim Productions beperelte Chief Keefet egy jótékonysági koncerten való meg nem jelenés miatt Clevelandben, Ohio-ban 2013 júniusában. A per szerint Chief Keefnek 15 000 dolláros előleget biztosítottak a fellépésért, de nem jelent meg.
2014 júniusában Chief Keefet kilakoltatták Highland Park-i otthonából. Bár a ház tulajdonosa, Bal Bansal azt állította, hogy Chief Keef jó bérlő volt, és önként távozott, a rendőrség megerősítette, hogy kilakoltatás történt.
2017 januárjában Chief Keefet letartóztatták, mert állítólag megverte és kirabolta Ramsay Tha Great nevű producert, aki azt állította, hogy Chief Keef ellopta a Rolex óráját és fegyvereket szegezett rá. Ezeket a vádakat bizonyíték hiányában ejtették. Chief Keefet 2017 júniusában Dél-Dakotában tartóztatták le kannabisz fogyasztás és kábítószer birtoklása miatt, és másnap óvadék ellenében szabadon engedték. 2019 áprilisában bűnösnek vallotta magát, és felfüggesztett büntetést kapott.

## Diszkográfia

### Stúdióalbumok
- Finally Rich
- Bang 3
- Dedication
- 4NEM
- Almighty So 2

### Mixtapek
- Bang
- Glory Road
- Back From The Dead
- Bang Pt.2
- Almighty So
- Back From The Dead 2
- Big Gucci Sosa (ft. Gucci Mane)
- Nobody
- Sorry 4 The Weight
- Almighty DP
- Almighty DP 2
- Finally Rollin 2
- Two Zero One Seven
- Thot Breaker
- The Leek Vol. 5
- GloFiles Vol.1
- GloFiles Vol.2
- Back From The Dead 3